# Epiblema charadrias
Epiblema charadrias es una especie de polilla del género Epiblema, familia Tortricidae.
Fue descrita científicamente por Diakonoff en 1977.

## Distribución
Se encuentra en Bután.